# Kudelski
Kudelski Group est une multinationale basée à Cheseaux-sur-Lausanne en Suisse. Elle est spécialisée dans la sécurité digitale ainsi que les solutions numériques pour la télévision payante et les systèmes d'accès sécurisé. Sa filiale Nagravision a une importante part du marché des décodeurs pour la télévision.
Son conseil d'administration est composé de André Kudelski, Claude Smadja, Laurent Dassault, Patrick Foetish, Pierre Lescure, Marguerite Kudelski, Michael Hengartner et Alec Ross.
L'entreprise a été fondée par Stefan Kudelski (1929-2013), inventeur des enregistreurs de haute qualité Nagra. Son fils André Kudelski en est le PDG depuis 1991.
Kudelski a signé en 2005 des alliances stratégiques avec Canal+ et Disney.[réf. nécessaire]
Kudelski a signé en 2005 un accord avec Microsoft pour le développement de DRM pour la VoD sur Windows.[réf. nécessaire]
Kudelski a racheté en 2003 à Thomson Multimédia l'ex-société Canal+ Technologies, qui fabrique les décodeurs Canal+, intégrée aux filiales Nagravision.[réf. nécessaire]
Kudelski a fait partie du Swiss Market Index jusqu'au 2 octobre 2006.
En février 2024, Kudelski annonce la revente d'un de ses produits phares Skidata à Assa Abloy, ce qui fait chuter son titre en bourse.

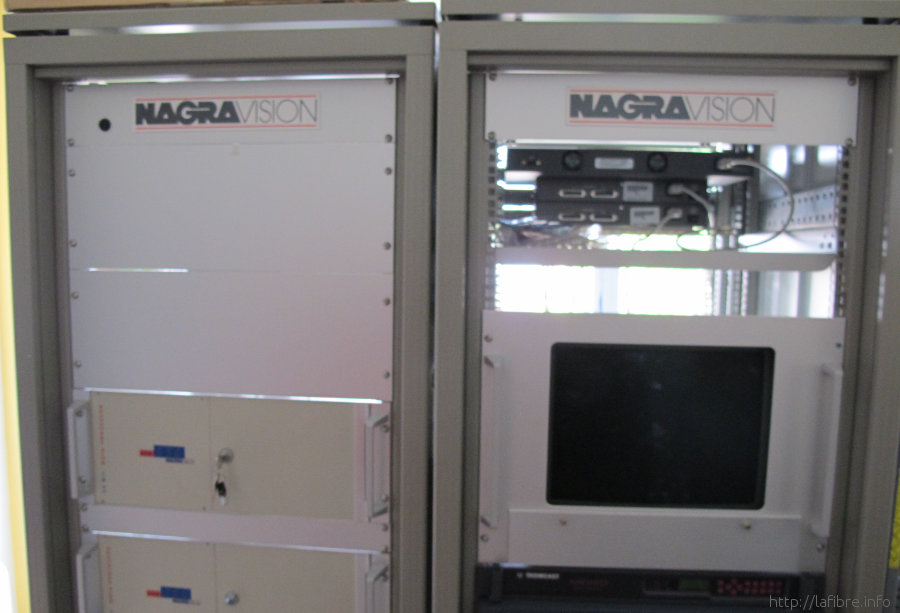

## Actionnaires
Liste des principaux actionnaires au 9 novembre 2019 :
| Kudelski (famille)                           | 20,9% |
| FIL Investment Advisors                      | 5,58% |
| JPMorgan Asset Management                    | 3,35% |
| Zürcher Kantonalbank (Investment Management) | 2,77% |
| Assenagon Asset Management                   | 2,64% |
| Credit Suisse Asset Management               | 1,91% |
| The Vanguard Group                           | 1,87% |
| Invesco Advisers                             | 1,69% |
| Dimensional Fund Advisors                    | 1,62% |
| ANIMA                                        | 1,52% |